# Сомо (Вісконсин)
Сомо (англ. Somo) — місто (англ. town) в США, в окрузі Лінкольн штату Вісконсин. Населення — 123 особи (2020).

## Демографія
Згідно з переписом 2010 року, у місті мешкало 114 осіб у 52 домогосподарствах у складі 31 родини. Було 142 помешкання
Расовий склад населення:
| - 98,2 % — білих - 0,9 % — корінних американців |

До двох чи більше рас належало 0,9 %. Частка іспаномовних становила 0,0 % від усіх жителів.
За віковим діапазоном населення розподілялося таким чином: 14,9 % — особи молодші 18 років, 69,3 % — особи у віці 18—64 років, 15,8 % — особи у віці 65 років та старші. Медіана віку мешканця становила 49,0 року. На 100 осіб жіночої статі у місті припадало 142,6 чоловіків;  на 100 жінок у віці від 18 років та старших — 131,0 чоловіків також старших 18 років.
Середній дохід на одне домашнє господарство  становив 60 487 доларів США (медіана — 63 750), а середній дохід на одну сім'ю — 68 206 доларів (медіана — 64 375). Медіана доходів становила 59 375 доларів для чоловіків та 37 292 долари для жінок. За межею бідності перебувало 11,6 % осіб, у тому числі 28,6 % дітей у віці до 18 років та 9,4 % осіб у віці 65 років та старших.
Цивільне працевлаштоване населення становило 43 особи. Основні галузі зайнятості: виробництво — 39,5 %, освіта, охорона здоров'я та соціальна допомога — 14,0 %, мистецтво, розваги та відпочинок — 11,6 %, фінанси, страхування та нерухомість — 9,3 %.